# Łodzinka Dolna
Łodzinka Dolna – osada leśna w Polsce, położona w województwie podkarpackim, w powiecie przemyskim, w gminie Bircza. Leży na Pogórzu Przemyskim.
Wieś prawa wołoskiego Łodzinka, należąca do starostwa przemyskiego położona była na przełomie XVI i XVII wieku w powiecie przemyskim ziemi przemyskiej województwa ruskiego. We wsi znajdowała się drewniana greckokatolicka cerkiew pw. Trójcy Świętej, zbudowana w 1824, zawaliła się na początku lat 50. XX wieku. Pozostały resztki cmentarza.

## Historia
Wieś założona na prawie wołoskim w XV wieku. Pierwsza wzmianka o wsi pochodzi z 1494 i mówi, że wtedy wieś była własnością królewską. W 1565 przeszła dożywotnio w ręce Zofii Drohojowskiej.

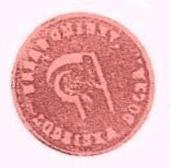
Łodzinka Dolna. Pieczęć wsi. 1876

W połowie XIX wieku wieś Łodzinka została podzielona na Łodzinkę Dolną i Górną. Po podziale Łodzinka Dolna należała do rodziny Tyszkowskich. W połowie XIX wieku właścicielami posiadłości tabularnej w Łodzince Górnej byli Antoni i Józef Tyszkowscy. Pod koniec XIX wieku działała tutaj huta szkła, zamknięta w 1917. Pozostała po niej nazwa przysiółka Huta Łodzińska.
12 września 1939 na wzgórzach otaczających Łodzinkę toczyły się ciężkie walki polsko-niemieckie.
W 1946 większość mieszkańców wysiedlono na Ukrainę.
W latach 1975–1998 należała do województwa przemyskiego.

## Demografia
Dane podane dla Łodzinki Dolnej wraz z Łodzinką Górną.
- 1785 – 125 grekokatolików, 50 rzymskich katolików, 13 żydów
- 1840 – 236 grekokatolików
- 1859 – 287 grekokatolików
- 1879 – 326 grekokatolików
- 1899 – 431 grekokatolików
- 1926 – 495 grekokatolików
- 1938 – 256 grekokatolików
- 2006 – 2 osoby